# Dick MacNeill
Richard „Dick” MacNeill (ur. 7 stycznia 1898 w Pasuruanie, zm. 3 czerwca 1963 w Heemstede) – piłkarz holenderski grający na pozycji bramkarza. W swojej karierze rozegrał 7 meczów w reprezentacji Holandii.

## Kariera klubowa
W swojej karierze piłkarskiej McNeill grał w klubie HVV Den Haag.

## Kariera reprezentacyjna
W reprezentacji Holandii MacNeill zadebiutował 5 kwietnia 1920 roku w wygranym 2:0 towarzyskim meczu z Danią, rozegranym w Amsterdamie. W tym samym roku zdobył brązowy medal na Igrzyskach Olimpijskich w Antwerpii. W kadrze narodowej rozegrał 7 meczów, wszystkie w 1920 roku.